# Cixius mubalensis
Cixius mubalensis är en insektsart som beskrevs av Synave 1953. Cixius mubalensis ingår i släktet Cixius och familjen kilstritar. Inga underarter finns listade i Catalogue of Life.